# Accidente del Mil Mi-17 del Ejército Nacional de Colombia de 2016
El accidente del Mil Mi-17 del Ejército Nacional de Colombia tuvo lugar el 27 de junio de 2016, cuando un helicóptero colombiano Mil Mi-17 se estrelló en una montaña en la zona rural de Pensilvania (Caldas). Diecisiete personas perecieron en el siniestro.
Más temprano ese año, otros dos helicópteros chocaron en Colombia, uno mató a cuatro personas y el otro, a tres.  Otro accidente reciente también hirió a personas.

## Recuperación e investigación
El 26 de junio de 2016, el helicóptero fue declarado como accidentado. La aeronave fue recuperada un día más tarde. Un personal de cien investigadores fue enviado al sitio; el hospital en Mariquita (Tolima) estaba en alerta.
Después de que el helicóptero fuese encontrado, el mal clima fue considerado como la causa más probable del accidente. El presidente Juan Manuel Santos afirmó que se llevaría a cabo una investigación a fondo, ya que los helicópteros en Colombia, antiguamente fueron derribados por rebeldes. Sólo una semana antes del accidente el gobierno había firmado un acuerdo de alto el fuego con las Fuerzas Armadas Revolucionarias de Colombia -Ejército del Pueblo (FARC-EP).